# Andrew Shinnie
Andrew Murray Shinnie (Aberdeen, 17 luglio 1989) è un calciatore scozzese, centrocampista del Livingston.

## Carriera

### Club
Cresce nelle giovanili dei Rangers, con i quali debutta nel campionato scozzese. In seguito viene mandato due volte in prestito al Dundee.

### Nazionale
Ha giocato nella nazionale scozzese Under-19.
Conta 3 presenze ed una rete con la nazionale scozzese Under-21. Nel 2012 ha giocato una partita in nazionale maggiore.

## Palmarès

### Club

#### Competizioni nazionali
- Scottish Championship: 1

Hibernian: 2016-2017
- Coppa di Scozia: 1

Rangers: 2007-2008
- Coppa di Lega scozzese: 1

Rangers: 2007-2008
- Scottish Challenge Cup: 2

Dundee: 2009-2010
Livingston: 2024-2025
- Football League One: 1

Luton Town: 2018-2019